# 蒂托·普恩特

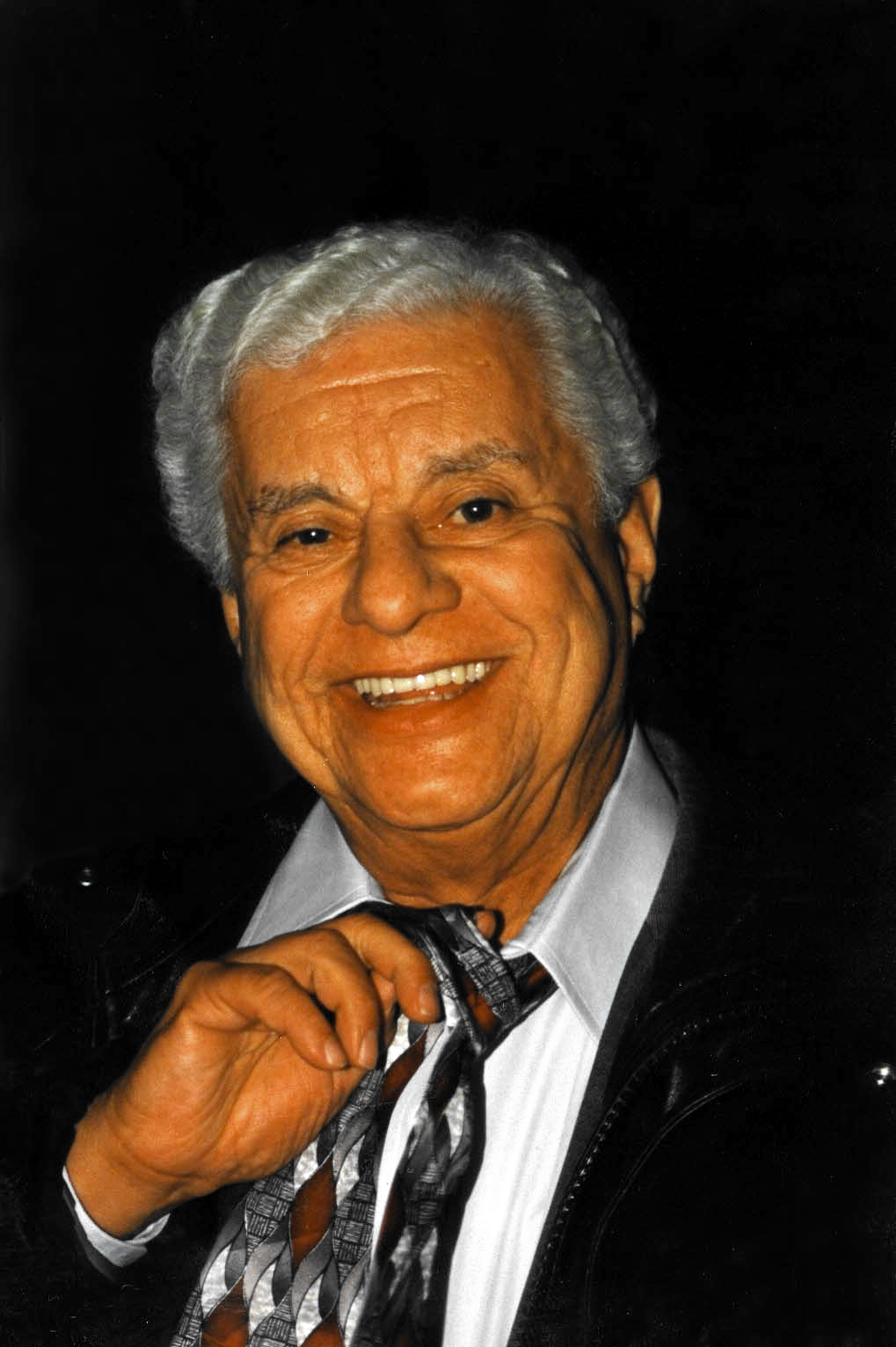
蒂托·普恩特

埃内斯特·安东尼·普恩特 (Ernest Anthony Puente Jr. ，1923年4月20日 - 2000年5月31日) 俗称蒂托·普恩特(Tito Puente)，是一位美国音乐家、詞曲作家、乐队领队和音樂製作人。父母是波多黎各移民。他曾客串出演过包括芝麻街和辛普森一家在內的多档电视节目。